# Kloster Triefenstein
Kloster Triefenstein is een plaats op de kadastrale grondgebied van Trennfeld van de Duitse gemeente Triefenstein in de deelstaat Beieren.
Het klooster Triefenstein ligt in de plaats.